# Norma Crane
Norma Crane (ur. 10 listopada 1928 roku w Nowym Jorku, zm. 28 września 1973 roku w Los Angeles) – amerykańska aktorka teatralna, filmowa i serialowa.
Ukończyła studia nad dramatem na uczelni Texas State College w Denton. W 1971 roku, w trakcie prac nad filmem Skrzypek na dachu, zdiagnozowano u niej raka piersi. Powiedziała o tym wówczas tylko reżyserowi Normanowi Jewisonowi i swojemu filmowemu partnerowi, Chaimowi Topolowi grającemu rolę Tewjego. Zmarła z tej przyczyny dwa lata później.

## Filmografia
- Double Solitaire jako Sylvia (1974)
- Skrzypek na dachu jako Golde (1971)
- They Call Me Mister Tibbs! jako Marge Garfield (1970)
- Night Gallery jako Gretchen (1969)
- The Sweet Ride jako Mrs. Cartwright (1968)
- Penelope jako Mildred Halliday (1966)
- Dziewczyna w hotelu jako Marge Coombs (1961)
- Tea and Sympathy jako Ellie Martin (1956)